# Internationale Politik (Zeitschrift)
Die Fachzeitschrift Internationale Politik (abgekürzt IP) als Nachfolgeveröffentlichung des von 1946 bis 1994 erschienenen Europa-Archivs ist eine zweimonatlich (bis September 2009 monatlich) erscheinende deutschsprachige Fachpublikation für internationale Beziehungen.
Die Zeitschrift wird seit 1995 von der Deutschen Gesellschaft für Auswärtige Politik (DGAP, German Council on Foreign Relations) herausgegeben. Seit 2000 erscheint vierteljährlich eine englischsprachige Transatlantic Edition sowie seit Juni 2005 die quartalsweise veröffentlichte chinesische Ausgabe, die von der deutschen Botschaft in Peking produziert wird. Die seit 1996 erschienene russische Ausgabe, die alle zwei Monate von der deutschen Botschaft in Moskau hergestellt wurde, wurde eingestellt. Seit den 2010er Jahren erscheint jährlich eine Sonderbeilage, seit 2020 Special der IP, in der die Fellows des Mercator Kolleg für Internationale Aufgaben ihre Projekte vorstellen.
Die Redaktion hat ihren Sitz in Berlin im Gebäude der Jugoslawischen Gesandtschaft in Berlin, in dem auch die DGAP ansässig ist. Von 2003 bis 2009 war Sabine Rosenbladt Chefredakteurin, die zuvor die 2002 eingestellte Hamburger Wochenzeitung Die Woche geleitet hatte. Von 2009 bis zu ihrem Tod 2017 wurde die Zeitschrift von Sylke Tempel geleitet. Seit dem 1. September 2018 ist Martin Bialecki Chefredakteur.
Mit der Internationale Politik Quarterly (vormals Berlin Policy Journal) erscheint seit 2012 ein englischsprachiger Ableger, der ausschließlich online verfügbar ist. Die Themen beschäftigen sich mit deutscher und europäischer Politik, Russland, den transatlantischen Beziehungen, Sicherheitsthemen und der deutschen Energiewende. Chefredakteurin war von 2008 bis Oktober 2017, wie bei der IP, Sylke Tempel.

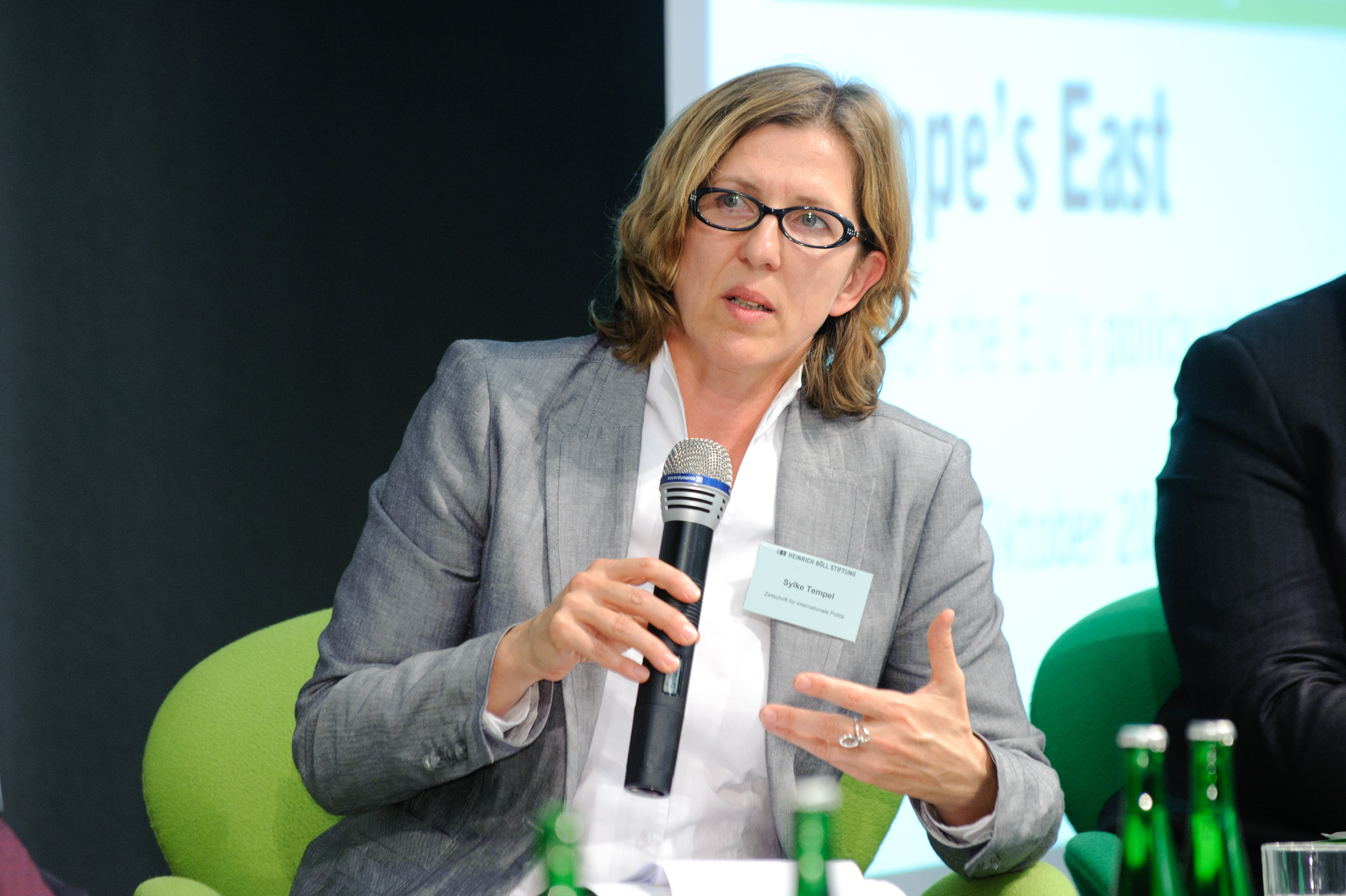
Sylke Tempel (Chefredakteurin – Zeitschrift für Internationale Politik)